# Unidos da Liberdade
O Associação Comunitária Recreativa e Escola de Samba Unidos da Liberdade é uma escola de samba da cidade de Batatais, São Paulo.

## História
A escola de samba Unidos da Liberdade foi fundada em julho de 2004 a partir de dissidentes da extinta escola de samba Baroel, liderados pela família Barbosa.
A sede da escola se localiza no bairro Francisco Pupim
| Ano  | Colocação | Grupo | Enredo                                     | Carnavalesco |
| ---- | --------- | ----- | ------------------------------------------ | ------------ |
| 2006 | 5º lugar  | ÚNICO | Batatais terra nostra                      |              |
| 2007 | 4º lugar  | ÚNICO | De normal a louco, todo mundo tem um pouco |              |
| 2008 | 4º lugar  | ÚNICO | A Terra pede socorro                       |              |
| 2010 | 4º lugar  | ÚNICO |                                            |              |
| 2011 | 4º lugar  | ÚNICO |                                            |              |
| 2012 | 3º lugar  | ÚNICO |                                            |              |